# 廊坊北站
廊坊北站是怀兴城际铁路廊兴段以及规划中的北京客运环线上的一座城际铁路车站。位于河北省廊坊市广阳区廊坊经济开发区后王各庄村南、北环道北侧，银河北路西侧，2024年12月28日随怀兴城际一期投入使用。
本站在规划阶段曾命名为廊坊东站，2022年9月17日，廊坊市发展和改革委员会曾发布《廊坊市发展和改革委员会关于新建城际铁路联络线一期工程（廊坊段）车站名称征集公告》，将本站拟命名为廊坊开发区站。截至同年9月23日投票结束，该命名得票数仅137票，而选择其他命名的投票者则达到345票。廊坊市发展和改革委员会转而考虑以“廊坊北站”一名命名本站，既有京沪铁路上的廊坊北站则另行更名。
2023年3月，廊坊市政府向北京局集团公司发函，申请对京沪铁路上的廊坊北站站名进行变更。经铁路部门审查研究，2023年12月19日，国铁集团发函决定将京沪铁路上的“廊坊北站”更名为“广阳站”，同时将怀兴城际铁路廊坊东站命名为“廊坊北站”。